# Klusenberg
Der Klusenberg ist mit 254,33 m ü. NHN die höchste Erhebung auf Dortmunder Stadtgebiet. 
Westlich der Hohensyburg gelegen ist der Klusenberg Teil des Ardeygebirges. Nach Süden hin fallen seine Hänge zum Hengsteysee ab. Der Klusenberg ist bewaldet und große Teile gehören zum Naturschutzgebiet Ruhrsteilhänge Hohensyburg. 
Vor allem im Südwestbereich des Bergs befindet sich Wohnbebauung und auf der Bergkuppe ist ein aktiver Steinbruch (Ruhrsandstein, Betrieb Imberg).